# Sughereta di Castel di Decima
Sughereta di Castel di Decima este o arie protejată (arie specială de conservare — SAC, sit de importanță comunitară — SCI) din Italia întinsă pe o suprafață de 538 ha, integral pe uscat.

## Localizare
Centrul sitului Sughereta di Castel di Decima este situat la coordonatele 41°44′19″N 12°26′44″E / 41.738611°N 12.445556°E.

## Înființare
Situl Sughereta di Castel di Decima a fost declarat sit de importanță comunitară în decembrie 1995 pentru a proteja 13 specii de animale. Situl a fost protejat și ca arie specială de conservare în decembrie 2016.

## Biodiversitate
Situată în ecoregiunea mediteraneană, aria protejată conține 4 habitate naturale: Păduri panonice-balcanice de stejar turcesc - stejar sesil, Păduri de Quercus suber, Pseudostepă cu ierburi și specii anuale de Thero-Brachypodietea, Iazuri temporare mediteraneene.
La baza desemnării sitului se află mai multe specii protejate:
- păsări (8): pescăruș albastru (Alcedo atthis), ciocârlie-cu-degete-scurte (Calandrella brachydactyla), dumbrăveancă (Coracias garrulus), sfrâncioc roșiatic (Lanius collurio), sfrânciocul cu frunte neagră (Lanius minor), ciocârlie de bărăgan (Melanocorypha calandra), gaia neagră (Milvus migrans), Sylvia conspicillata
- amfibieni (2): Bombina pachypus, Triturus carnifex
- nevertebrate (1): croitorul mare al stejarului (Cerambyx cerdo)
- reptile (2): țestoasa de baltă (Emys orbicularis), țestoasă bănățeană (Testudo hermanni)

Pe lângă speciile protejate, pe teritoriul sitului au mai fost identificate 1 specie de păsări, 3 specii de amfibieni, 3 specii de mamifere, 1 specie de reptile.